# أبشالوم! أبشالوم!
أبشالوم، أبشالوم! هي رواية للمؤلف الأمريكي ويليام فوكنر، نُشرت لأول مرة في عام 1936. وتقع أحداثها قبل، وخلال، وبعد الحرب الأهلية، هي قصة لثلاث عائلات من الجنوب الأمريكي، وتُركز على حياة توماس سوتبّن.
حول الكاتب
كثيراً ما يوصف وليام فوكنر بالكاتب الديمقراطي، لأنه يسمح لشخصياته بالتعبير عن آرائهم وتبادل الخبرات ووجهات النظر في نوع من السرد المتقطع، عبر متوازيات زمنية تشبه القضبان. غير أنها تتيح بتجاورها، رؤية الأحداث من كل زواية ممكنة وتوسيع البؤرة التي انطلق منها السرد كدوائر ناجمة عن قذف حصاة في الماء، إلى أن تكتمل القصة بأركانها المؤلمة. بيد أن ديمقراطية فوكنر مع أبطاله تتنافى تماماً مع تسلطه على قارئه الذي يكون لزاماً عليه ألا يسترخي في مقعده مطلقاً، شاحذاً انتباهه إلى أقصى حد يمكنه من تجميع الشذرات غير المكتملة وسد الفجوات، بتفاصيل من رواة جدد قد لا ينتمون إلى الحكاية الأصلية بقدر ما يتقاطعون معها في زمان ومكان آخر. وكل ذلك من خلال بنية معقدة مثل غابة متشابكة الأغصان، من صور مركبة وجمل طويلة جداً، بلغ عدد كلمات إحداها في ملحمته الرائعة "أبشالوم! أبشالوم" الفصل السادس، 1288 كلمة.
الخلفية التاريخية
العنونة التي يُستهل فيها كتاب "أبشالوم ..أبشالوم" كعتبة نصية تعيد للذاكرة الحكاية الواردة في "الكتاب المقدس" عن أبشالوم ابن داوود الذي قتل أخاه أمنون غير الشقيق لأنه اغتصب شقيقته ثامار وأنكرها بعد ذلك مما جعله يهجر أورشليم مدة ثلاث سنوات. وفي ظلال هذه الحكاية ينسج وليم فولكنر روايته "أبشالوم ...أبشالوم" التي كتبها في عام 1936 ونقلتها إلى العربية سيزار كبيبو من إصدار دار المدى لعام 2022. 

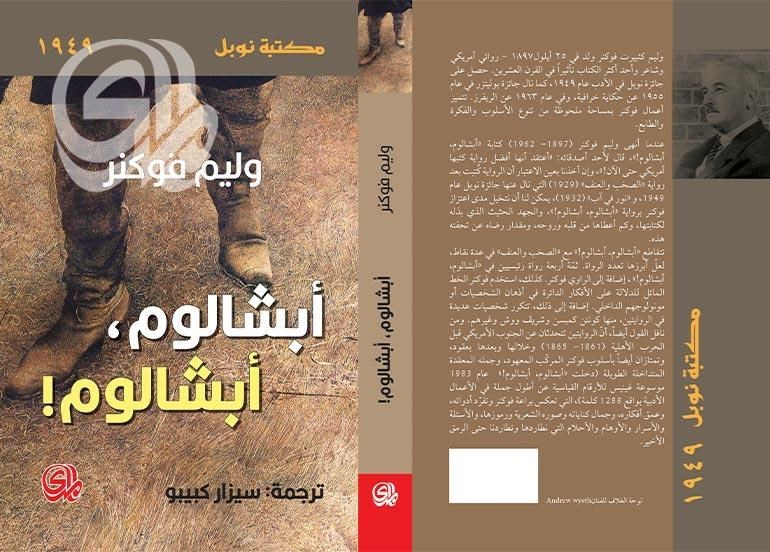
غلاف الكتاب المترجم

## مُلخص الحبكة
أبشالوم! أبشالوم! تصف نهوض وسقوط توماس سوتبّن، وهو رجل أبيض وُلد حالة فقر في فيرجينيا الغربية والذي يأتي إلى مسيسيبّي مع أهداف تتميمية في أن يكسب ثروة ويُصبح مؤسسًا لعائلة قوية. تُسرد القصة بشكل كامل على شكل ذكريات من الماضي يرويها في الأغلب كوينتين كومبسون لزميله في الغرفة في جامعة هارفارد، شريفّ، والذي يساهم بشكل متكرر باقتراحاته وتكهناته الخاصة. حكاية روزا كولدفيلد، ووالد كوينتين وجده، مُضمَّنون ومُعاد تفسيرهم من قبل شريفّ وكوينتين، مع انكشاف مجمل أحداث القصة في ترتيبٍ غير متزامن وغالبًا مع تفاصيل مختلفة. نتج عن هذا كشفٌ مُعمَّقٌ لقصة سوتبّين الحقيقية. تَسرد رزوا القصة في البداية لكوينتين كومبسون، والذي كان جده صديقًا لسوتبّين، مع انحرافاتها الطويلة عن الموضوع وذاكرتها المتحيزة. يعطي بعد ذلك والد كوينتين بعض المعلومات لكوينتين. وأخيرًا، يحكي كوينتين القصة لزميله في الغرفة شريفّ، وفي كل إعادة رواية للقصة، يتلقى القارئ تفاصيلًا أكثر بسبب توسع الأطراف في القصة عن طريق إضافة طبقات. يترك الانطباع الأخير القارئ متأكدًا أكثر حول سلوكيات وتحيزات الشخصيات أكثر من حقائق قصة سوتبّين.
يصل توماس سوتبّين إلى جيفيرسون، مسيسيبّي، مع بعض العبيد والمعماري الفرنسي الذي كان قد أُجبر على العمل لصالحه. يحصل سوتبّين على مئة ألف ميل مربع من الأرض من قبيلة الأمريكيين الأصليين المحلية ويبدأ على الفور ببناء مزرعة كبيرة تُسمى سوتبّينز هندرد، والتي تشتمل على قصر فخم. كل ما تبقى له ليكمل خطته كان زوجة لتحمل له بضعة أطفال (ابنًا بالأخص ليكون وريثه)، يتودد بعدها إلى تاجر محلي ويتزوج من ابنة ذلك التاجر، إلين كولدفيلد. تحمل إلين بطلفي سوتبّين، وهما ابن اسمه هنري وابنة اسمها جودث، وكلاهما متجه إلى مأساة.
يذهب هنري إلى جامعة مسيسيبّي ويلتقي زميلًا في الدراسة اسمه تشارلز بون، والذي يكبره في العمر بعشر سنوات. يجلب هنري تشارلز معه إلى البيت في عيد الميلاد، ويبدأ تشارلز وجودث بقصة حب هادئة تنتهي بخطوبة معتبرة. ومع ذلك، يُدرك توماس سوتبّين أن تشارلز بون هو ابنه من زواجٍ سابق ويُقدِم على إيقاف زواجهما المُقترح.
عمل سوتبّين في المزرعة في جزر الهند الغربية الفرنسية بوظيفة مراقب، وبعد قمعه لانتفاضة العبيد، عُرض عليه الزواج بابنة مالك المزرعة، يولاليا بون. وحملت له ابنًا، وهو تشارلز. لم يعرف سوتبّين بأن يولاليا من عرق مختلط حتى زواجهما وولادة تشارلز، ولكن عندما عَرف بأنه خُدع، أبطَل الزواج وترك زوجته وطفله (على الرغم من تركه ثروته لهم كجزء من تعويضه الأخلاقي). ويفهم القارئ أيضًا لاحقًا طفولة سوتبّين، عندما تعلَّم توماس الشاب أن المجتمع يمكن أن يبني قيمة الإنسان على قيمته المادية. وهذه هي الواقعة التي أطلقت خطة توماس لإنشاء سلالة.
عندما يقول سوتبّين لهنري أن تشارلز هو أخوه غير الشقيق وأنه يجب منع جودث من الزواج منه، يرفض هنري تصديق هذا، ويرفض الاعتراف بحقه الطبيعي، ويرافق تشارلز إلى منزله في نيو أورلينز. يعودان إلى مسيسبّي لكي يتطوعا في سريَّة جامعتهم، وينظما إلى جيش الولايات الكونفدرالية ليحاربا في الحرب الأهلية. وخلال الحرب، يتصارع هنري مع ضميره إلى أن قرَّرَ على ما يبدوا أن يسمح بزواج الأخ غير الشقيق من أخته؛ يتغير القرار، مع ذلك، عندما يكشف سوتبّين لهنري أن تشارلز أسود البشرة جزئيًا.

## روابط خارجية
- أبشالوم! أبشالوم! على موقع الموسوعة البريطانية (الإنجليزية)